# Distretto di Njombe
Il distretto di Njombe era uno dei sette distretti in cui è amministrativamente suddivisa la regione di Iringa in Tanzania fino al 2010. Il distretto è stato poi suddiviso nel distretto urbano di Njombe e nel distretto rurale di Njombe, appartenenti alla regione di Njombe.